# Morón (Cuba)
Morón é um município localizado na província de Ciego de Ávila, no centro de Cuba.
É a segunda em importância e mais antiga cidade.
É também a cidade mais próxima das estâncias turísticas em Cayo Coco e Cayo Guillermo.

## Geografia
O município está localizado ao norte da cidade de Ciego de Ávilla.Seu terreno é simples, com pequenas colinas ao norte.
Morón tem o maior espelho de água natural em Cuba, Laguna de Leche, com 67.2km².
A auto-estrada no norte cubano atravessa a cidade, que também está ligada ao sistema ferroviário.

## História
Os primeiros moradores de Morón eram crioulos, embora talvez tenham sido um grupo de marinheiros espanhóis, que após ter navegado ao redor de Cuba, estabeleceram naquele local.
Na primeira metade do Século XX, o arquipélago ainda tinha pouco desenvolvimento.
A cidade, que começou como uma comunidade em 1750, sobreviveu em uma base limitada, com destaque na produção de açúcar.
As condições de vida foram em geral difíceis, principalmente devido á falta de meios adequados de transporte.
Durante a guerra de Cuba rumo á independência, a cidade de Morón tornou-se uma linha de fortificações, construída pelos espanhóis para conter os rebeldes cubanos no leste da ilha.

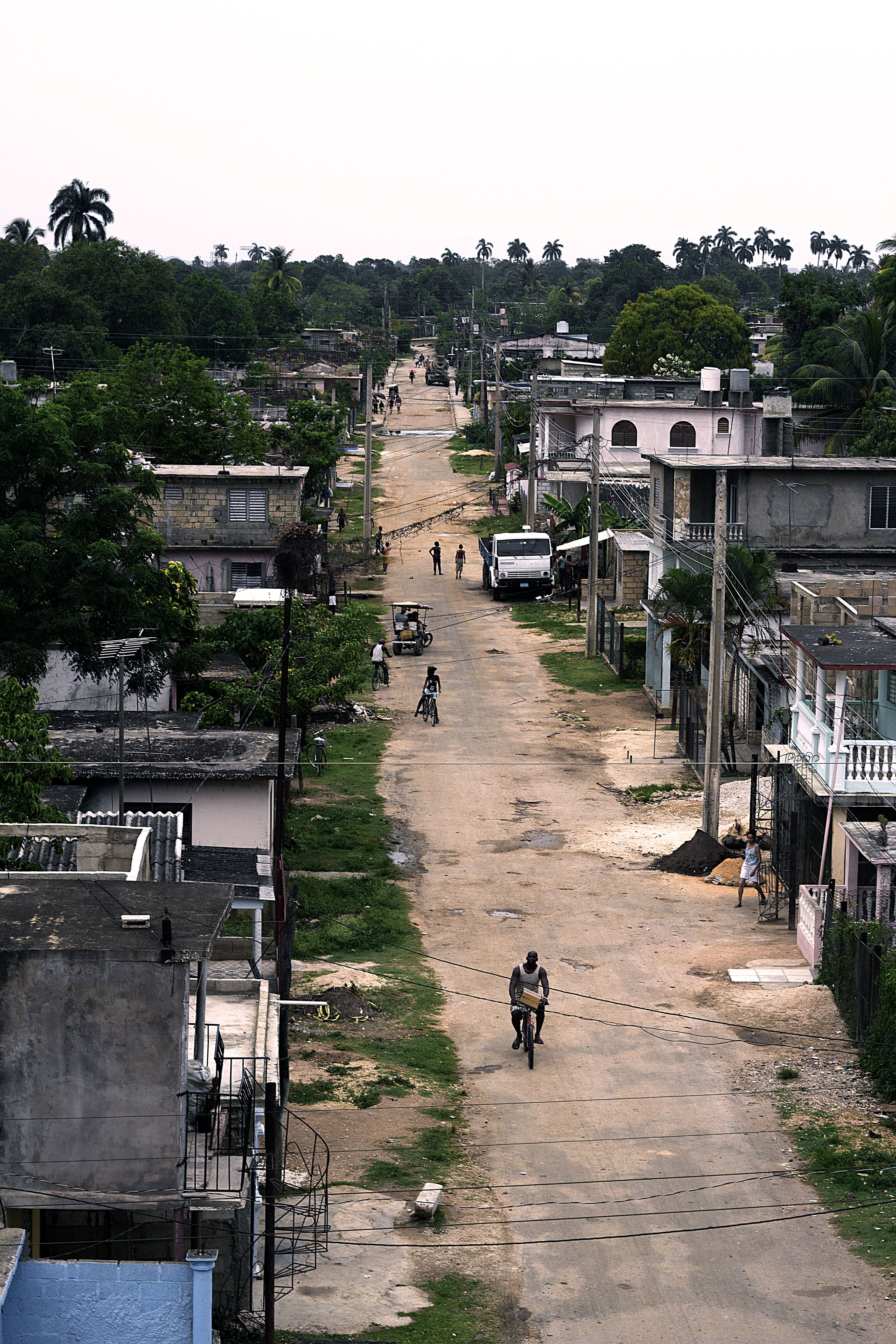
A city street in Morón, Cuba.

Morón começou a crescer em 1915, quando a linha férrea espanhola foi comprada pelo coronel José Tarafa.uma cidade feliz